# Taglung Shabdrung Ngawang Namgyel
| Tibetische Bezeichnung                                             |
| ------------------------------------------------------------------ |
| Wylie-Transliteration: stag lung zhabs drung ngag dbang rnam rgyal |
| Andere Schreibweisen: Taklung Shabdrung Ngawang Namgyal            |
| Chinesische Bezeichnung                                            |
| Vereinfacht: 晓仲•阿旺南杰; 达隆•阿旺朗杰                          |
| Pinyin:Xiaozhong Awang Nanjie; Dalong Awang Langjie                |

Taglung Shabdrung Ngawang Namgyel (tib. stag lung zhabs drung ngag dbang rnam rgyal; geb. 1571; gest. 1626) war ein Geistlicher der Taglung-Kagyü (tib.: stag lung bka' brgyud) Schule der Kagyü-Schultradition des tibetischen Buddhismus. Er ist ein Vertreter der Reihe der Taglung Shabdrung Rinpoches (tib. stag lung zhabs drung) und war der 17. Abt des Taglung-Klosters.

## Leben
Ngawang Namgyel ist der Verfasser einer Geschichte des Buddhismus mit dem Schwerpunkt auf der Taglung-Kagyü-Schule, dem Taglung Chöchung. Eine moderne Ausgabe erschien in der tibetischen Buchreihe gangs can rig mdzod.
Thuken Lobsang Chökyi Nyima (tib. thu'u bkwan blo bzang chos kyi nyi ma; 1737-1802) stellt in seinem Kristallspiegel der philosophischen Lehrsysteme (tib. grub mtha' shel gyi me long) fest, dass es zu seiner Zeit ziemlich viele Klöster und Mönche aus der Familienlinie von Gazi (ga zi) und der Reinkarnationslinie der Trülkus des Oberen Taglung (Taglung Yarthang)- und des Unteren Taglung (Taglung Marthang)-Zweiges zu geben scheint.